# Silenciário
Silenciário (em latim: silentiarius; em grego: σιλεντιάριος; romaniz.: silentiários), foi um título latino dado para uma classe de cortesãos na corte imperial bizantina, responsável pela ordem e silêncio (em latim: silentium) no Grande Palácio de Constantinopla. No período bizantino médio (séculos VIII-XI), foi transformado em um título cortesão honorífico.

## História e funções

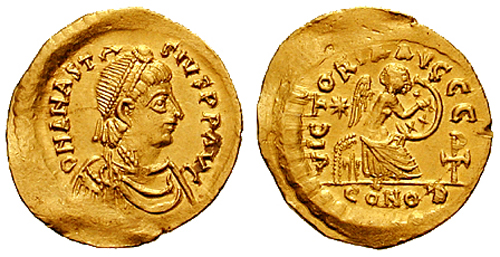
Semisse de r.

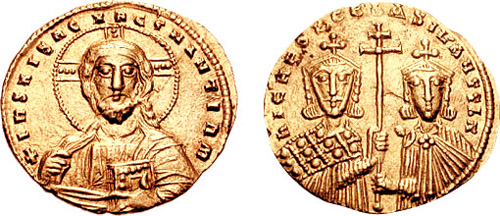
Histameno de r. e r.

O título é primeiro atestado em um édito imperial datado de 326 ou 327. A escola dos silenciários foi supervisionada pelo prepósito do cubículo sagrado e seus membros pertencia à jurisdição do mestre dos ofícios. A função deles no palácio era de manter a ordem durante audiências imperiais e chamar a reunião do concelho do imperador bizantino, o consistório (um ato chamado "silentium nuntiare"). Quatro silenciários foram detalhados para o serviço da imperatriz bizantina. Os silenciários foram escolhidos da classe senatorial, mas livres das obrigações usuais desta classe. Uma classe de silenciários honorários, admitância que podia ser comprada, também existiu. Por 437, o tamanho real da escola tinha sido determinado como trinta, com três decuriões (em grego: δεκουρίωνες) colocados no comando de tudo. Embora inicialmente de baixo-nível, a proximidade deles com a pessoa imperial ocasionou a elevação dos membros ordinários para o posto de homem espectável (vir spectabilis)' no século V e de decuriões para homem ilustre (vir illustris) no século VI.
Após o século VI, o posto tornou-se puramente cerimonial. O título sobreviveu nas listas de ofício dos séculos IX e X como um segundo mais baixo entre as dignidades honoríficas reservadas para os "homens barbudos" (ou seja, não eunucos). De acordo com o Cletorológio de Filoteu, o emblema distintivo do ofício deles era um bastão de ouro. A cerimônia da investidura deles, que contava com o próprio imperador bizantino, é registrada por Pedro, o Patrício. A último ocorrência atestada do título é durante o reinado do imperador Nicéforo II Focas (r. 963–969), e como muitos dos títulos bizantinos médios, parece ter desaparecimento em algum momento nos séculos XI-XII.

## Silenciários notáveis
- Anastácio I Dicoro (r. 491–518) foi um decurião dos silenciários antes de ascender ao trono.
- Paulo Silenciário, poeta do século VI da corte do imperador Justiniano (r. 527–565).
- Gubazes II, rei cliente de Lázica (r. 541–555), por nascimento um meio-bizantino, que serviu como silenciário no tempo de sua ascensão.[6]